# POV (песня)
«POV» (аббревиатура от point of view (с англ. — «Точка зрения») — песня американской певицы Арианы Гранде из её шестого студийного альбома Positions (2020). Она была выпущена на радио Adult contemporary в США 19 апреля 2021 года в качестве третьего сингла из альбома.
После выпуска альбома сингл дебютировал под номером 40 в американском Billboard Hot 100, позже достигнув 27-го места. Он занял третье место в Топ-40 мейнстрима США и помог Гранде стать первым исполнителем, опубликовавшим три хита одновременно из первой десятки в истории чарта. Кроме того, песня вошла в топ-20 чартов Ирландии, Новой Зеландии, Пуэрто-Рико и Великобритании, а также в первую десятку чарта Rolling Stone Top 100. Танцевальное лирическое видео на песню, снятое режиссёром X, было выпущено 30 апреля 2021 года, приуроченное к шестимесячной годовщине Positions. Музыкальное видео с живым исполнением было выпущено 21 июня 2021 года.

## История
24 октября 2020 года Гранде опубликовала трек-лист позиций в социальных сетях, показав «POV» в качестве четырнадцатого и последнего трека в альбоме.
«POV» ― баллада в стиле ритм-н-блюз с тихой аранжировкой в сопровождении виолончели и альта. Она длится три минуты и двадцать одну секунду и написана с темпом 132 удара в минуту в тональности ми мажор, в то время как вокал Гранде варьируется от низкой ноты B♭3 до высокой ноты G5. Песня открывается звуковыми эффектами дождя. В последней строке голос Гранде следует за нисходящей мелодией, когда музыка затихает.
В лирическом плане песня исследует идею поменяться местами с возлюбленным и то, как любовь может сгладить кажущиеся несовершенства. В треке Гранде упоминает, как глубоко её возлюбленный, Далтон Гомес, понимает её и любит её, насколько более понятной и обожаемой певица чувствует себя его глазами, а также её неуверенность, её первоначальный страх снова начать отношения и как Гомес помог ей преодолеть это.

## Чарты
| Чарт(2020—2021)                        | Высшая позиция |
| -------------------------------------- | -------------- |
| Австралия (ARIA)                       | 29             |
| Канада (Billboard Canadian Hot 100)    | 31             |
| Франция (SNEP)                         | 136            |
| Мир (Billboard Global 200)             | 22             |
| Греция (IFPI)                          | 35             |
| Ирландия (IRMA)                        | 16             |
| Литва (AGATA)                          | 49             |
| Нидерланды (Single Top 100)            | 65             |
| Новая Зеландия (Recorded Music NZ)     | 19             |
| Португалия (AFP)                       | 51             |
| Puerto Rico Anglo (Monitor Latino)     | 9              |
| Сингапур (RIAS)                        | 21             |
| Швеция (Sverigetopplistan)             | 83             |
| Швейцария (Schweizer Hitparade)        | 81             |
| Великобритания (OCC UK Singles)        | 19             |
| США (Billboard Hot 100)                | 27             |
| США (Billboard Adult Pop Airplay)      | 24             |
| США (Billboard Dance/Mix Show Airplay) | 23             |
| США (Billboard Pop Airplay)            | 3              |
| США (Billboard Rhythmic)               | 40             |
| US Rolling Stone Top 100               | 10             |

| Чарт (2021)                      | Позиция |
| -------------------------------- | ------- |
| US Billboard Hot 100             | 87      |
| US Mainstream Top 40 (Billboard) | 21      |

## Сертификации
| Регион                                                                      | Сертификация | Продажи |
| --------------------------------------------------------------------------- | ------------ | ------- |
| Норвегия (IFPI Norway)                                                      | Золотой      | 30 000  |
| Польша (ZPAV)                                                               | Золотой      | 25 000  |
| Великобритания (BPI)                                                        | Серебряный   | 200 000 |
| Данные о продажах + прослушиваниях приведены только на основе сертификации. |              |         |

## История релиза
| Регион | Дата           | Формат                   | Лейбл    | Ссылкка |
| ------ | -------------- | ------------------------ | -------- | ------- |
| США    | 19 апреля 2021 | Adult contemporary radio | Republic | [ 35 ]  |